# Virke distrikt
Virke distrikt är ett distrikt i Kävlinge kommun och Skåne län. 
Distriktet ligger nordost om Kävlinge. 

## Tidigare administrativ tillhörighet
Distriktet inrättades 2016 och utgörs av en del av området Kävlinge köping omfattade till 1971, delen som före 1969 utgjorde socknen Virke socken.
Området motsvarar den omfattning Virke församling hade vid årsskiftet 1999/2000.